# Agyrta cryptoleuca
Agyrta cryptoleuca là một loài bướm đêm thuộc phân họ Arctiinae, họ Erebidae.